# Tlidoni
Tlidoni (georgiska: თლიდონი) är ett vattendrag i Georgien. Det ligger i den centrala delen av landet, 100 km nordväst om huvudstaden Tbilisi.